# Thaumaglossa nigricans
Thaumaglossa nigricans là một loài bọ cánh cứng trong họ Dermestidae. Loài này được MacLeay miêu tả khoa học năm 1871.